# Habenaria conopodes
Habenaria conopodes är en orkidéart som beskrevs av Henry Nicholas Ridley. Habenaria conopodes ingår i släktet Habenaria och familjen orkidéer. Inga underarter finns listade i Catalogue of Life.